# Football aux Jeux de l'Extrême-Orient 1927
L'épreuve de football aux Jeux de l'Extrême-Orient 1927 est la huitième édition des Jeux de l'Extrême-Orient. Disputée à Shanghai, en Chine, elle oppose les équipes du Japon, de la Chine et des Philippines.

## Résultats
| 27 août 1927 | Chine   | 5 - 1 | Japon     |  |
|              |         |       | 41e Tamai |  |
|              | Rapport |       |           |  |

| 29 août 1927 | Japon                        | 2 - 1 | Philippines |  |
|              | Suzuki 70e · Takenokoshi 75e |       |             |  |
|              | Rapport                      |       |             |  |

| 31 août 1927 | Chine | 3 - 1 | Philippines |  |  |
|              |       |       |             |  |  |

## Tableau
| Classement | Equipe      | Pts | J | V | N | D | Bp | Bc | Diff |
| ---------- | ----------- | --- | - | - | - | - | -- | -- | ---- |
| 1          | Chine       | 4   | 2 | 2 | 0 | 0 | 8  | 2  | +6   |
| 2          | Japon       | 2   | 2 | 1 | 0 | 1 | 3  | 6  | -3   |
| 3          | Philippines | 0   | 2 | 0 | 0 | 2 | 2  | 5  | -3   |

## Vainqueur
| Vainqueurs Jeux de l'Extrême-Orient 1927 Chine 7e titre |